# Sirnasari (Pabuaran)
Sirnasari is een bestuurslaag in het regentschap Sukabumi van de provincie West-Java, Indonesië. Sirnasari telt 7316 inwoners (volkstelling 2010).